# Mielęcin (Wałcz)
Mielęcin [mjɛˈlɛnt͡ɕin] (deutsch Mellentin) ist ein Dorf in der polnischen Woiwodschaft Westpommern. Es gehört zur Stadt- und Landgemeinde Gmina Człopa (Schloppe) im Powiat Wałecki (Deutsch Kroner Kreis).

## Geographische Lage
Das Dorf liegt im Netzedistrikt in der Landschaft Westpreußen, etwa zehn Kilometer nordöstlich der Stadt Człopa (Schloppe).

## Geschichte
Ältere Ortsbezeichnungen sind Melnain (1337), Melentyn (1736), neupolnisch Mielęcin. Der Ortsname ist von miel, für Untiefe, seichter Ort, herzuleiten.
Das Gebiet um Mellentin im Netzedistrikt gehörte im 14. und 15. Jahrhundert zur Neumark. Der dortige Dorfschulze hatte ein Privilegium von 1696. Der letzte Besitzer des Dorfs aus der Familie Wedel hatte die Schulzerei für 400 preußische Gulden an Jacob Klatt verkauft. 1641 stand hier eine Kapelle, die eine Filiale des Kirchspiels von Tütz war. Mellentin war im 18. Jahrhundert eines der Marzdorfschen Güter, die sich im Besitz der Familie von Krzicki befanden.
Um 1930 hatte Mellentin sechs Wohnplätze:
- Forsthaus Grünbaum
- Forsthaus Mellentin
- Gut Mellentin
- Kleinbahnhaltepunkt Mellentin-Eichfier
- Mellentin
- Waldarbeitergehöft Mellentin Abbau

Im Jahr 1945 gehörte Mellentin zum Landkreis Deutsch Krone im Regierungsbezirk Grenzmark Posen-Westpreußen der Provinz Pommern  des Deutschen Reichs. Mellentin war Sitz des Amtsbezirks Mellentin und Sitz des katholischen Pfarramts Mellentin.
im Februar 1945 wurde Mellentin von der Roten Armee besetzt. Nach Beendigung der Kampfhandlungen wurde die Region seitens der sowjetischen Besatzungsmacht zusammen mit ganz Hinterpommern und der südlichen Hälfte Ostpreußens – militärische Sperrgebiete ausgenommen – der Volksrepublik Polen zur Verwaltung überlassen. Es wanderten nun Polen zu. Mellentin wurde unter der Ortsbezeichnung „Mielęcin“ verwaltet. In der Folgezeit wurde die einheimische Bevölkerung von der polnischen Administration aus Mellentin vertrieben.

### Demographie
| Jahr | Einwohner | Anmerkungen |
| ---- | --------- | --- |
| 1337 | –         | Ort mit 64 Hufen, öde liegend |
| 1736 | –         | kein Vorwerk, Dorf mit drei Freibauern, 17 Zinsbauern, einem Schulzen, zwei Krügern und einem Priviligierten                                    |
| 1783 | –         | adliges Dorf nebst einer katholischen Kirche, im Netzedistrikt, 26 Feuerstellen (Haushaltungen)                                                 |
| 1818 | 218       | [ 5 ] |
| 1852 | 351       | [ 6 ] |
| 1864 | 485       | davon 542 im Dorf (darunter 27 Evangelische, 510 Katholiken) und 43 auf dem Vorwerk (18 Evangelische, 25 Katholiken)                            |
| 1867 | 738       | am 3. Dezember |
| 1871 | 523       | am 1. Dezember, davon 52 Evangelische, 463 Katholiken und acht Juden                                                                            |
| 1910 | 533       | am 1. Dezember, davon 33 Evangelische und 499 Katholiken; 531 Einwohner mit deutscher Muttersprache, ein Einwohner mit polnischer Muttersprache |
| 1925 | 495       | davon 54 Evangelische, 540 Katholiken und ein Einwohner ohne Angaben zur Konfession                                                             |
| 1933 | 620       | [ 11 ] |
| 1939 | 637       | [ 11 ] |